# 長野県専修学校一覧
長野県専修学校一覧（ながのけんせんしゅうがっこういちらん）は、長野県の専修学校の一覧。

## 公立専修学校
文部科学省Webサイト内「公立専修学校一覧」より

### 長野市
- 長野県農業大学校

### 諏訪市
- 長野県福祉大学校

### 須坂市
- 長野県須坂看護専門学校

### 伊那市
- 長野県公衆衛生専門学校

### 茅野市
- 諏訪中央病院看護専門学校

### 岡谷市
- 岡谷市看護専門学校

### 木曽郡
- 長野県林業大学校

## 私立専修学校
長野県Webサイト内「私立専修・各種学校名簿」（2022年5月1日現在）より

※ 注記のない学校は専門課程（専門学校）のみの設置

### 長野市
- 岡学園トータルデザインアカデミー
- 豊野高等専修学校（高等課程併設）
- 長野美術専門学校
- 長野調理製菓専門学校
- 文化学園大学保育専門学校
- 長野理容美容専門学校
- 専門学校カレッジオブキャリア
- 信越情報専門学校21ルネサンス学院
- 長野社会ふくし専門学校
- 長野平青学園
- 長野法律高度専門学校
- 信州スポーツ医療福祉専門学校
- 専門学校長野自動車大学校
- 長野看護専門学校（高等課程併設）
- 大原簿記情報ビジネス医療専門学校長野校
- 大原スポーツ公務員専門学校長野校

### 松本市
- 松本経理ビジネス専門学校
- 丸の内ビジネス専門学校
- 松本調理師製菓師専門学校
- 松本理容美容専門学校
- 専門学校未来ビジネスカレッジ
- 松本医療福祉専門学校
- 松本看護専門学校
- 松本情報工科専門学校
- 大原簿記情報ビジネス医療専門学校松本校
- 大原スポーツ公務員専門学校松本校

### 上田市
- 信州上田医療センター附属看護学校
- 上田総合文化専門学校
- 上田情報ビジネス専門学校
- 長野医療衛生専門学校
- 専門学校長野ビジネス外語カレッジ
- 上田看護専門学校（高等課程併設）

### 岡谷市
- 上條経理専修学校（一般課程のみ）
- 岡谷音楽専門学校

### 飯田市
- 飯田ビジネス専門学校
- 飯田コアカレッジ

### 諏訪市
- 諏訪赤十字看護専門学校
- エプソン情報科学専門学校

### 小諸市
- 小諸看護専門学校

### 伊那市
- 伊那ビジネス専門学校

### 駒ヶ根市
- やまと文化専修学校（一般課程のみ）

### 塩尻市
- 松本歯科大学衛生学院
- 信州介護福祉専門学校
- 信州リハビリテーション専門学校

### 佐久市
- 佐久総合病院看護専門学校
- 臼田経理専門学校
- 専門学校アースビジネスカレッジ

### 東御市
- 長野救命医療専門学校

### 諏訪郡
- 八ヶ岳中央農業実践大学校

### 北安曇郡
- 日本アルプス国際学院